# Forschungsprämie
Die Forschungsprämie war ein Instrument der deutschen Bundesregierung zur Förderung von Forschung und Entwicklung (FuE)-Kooperationen zwischen öffentlichen bzw. gemeinnützigen Forschungseinrichtungen und kleinen und mittleren Unternehmen (KMU). Letzte Antragsfrist war der 30. September 2009. Als KMU im Sinne der Forschungsprämie galten rechtlich selbstständige Unternehmen (auch Tochtergesellschaften großer Konzerne) mit weniger als 1.000 Mitarbeitern.
Im Rahmen der Forschungsprämie I (auch "ForschungsprämieEins") wurden auf Antrag pauschal 25 Prozent des gesamten Netto-Auftragsvolumens von Forschungsaufträgen an die Forschungseinrichtungen als Prämie gezahlt, jedoch maximal 100.000 € pro FuE-Auftrag. Der Begriff der Prämie ist in diesem Zusammenhang irreführend, da die Bewilligung der sog. Prämie zweckgebunden erfolgte, mit den Geldern nur solche Maßnahmen finanziert werden durften, die zur weiteren Stärkung der Auftragsforschung der beantragenden Institutionen geeignet waren, und die Verwendung abschließend nachgewiesen werden musste. Anträge durften von öffentlichen und staatlich anerkannten Hochschulen sowie durch Bund und Länder gemeinsam finanzierte Forschungseinrichtungen (z. B. Fraunhofer-Gesellschaft, Helmholtz-Gemeinschaft) gestellt werden.
Die Forschungsprämie II (auch "ForschungsprämieZwei") richtete sich an rechtlich selbstständige, gemeinnützige, außerhochschulische Forschungseinrichtungen, die nicht gemeinsam durch Bund und Länder finanziert werden (z. B. sog. An-Institute).
Politik und Hochschulen versprachen sich von der Forschungsprämie starke Impulse für die Drittmittelforschung, eine Zunahme der Patentanmeldungen und eine Zunahme der Verwertung von Erfindungen in der Praxis.